# Zuzana Justmanová
Zuzana Justmanová (nepřechýleně Justman, rozená Picková (* 20. června 1931 Praha) je československo-americká dokumentaristka, překladatelka a přeživší holocaustu.

## Život
Zuzana Picková se narodila jako druhé dítě manželů Viktora a Marie Pickových. Měla o šest let staršího bratra Jiřího Roberta Picka (1925–1983), který byl spisovatelem. Oba sourozence silně ovlivnil otec, inženýr chemie, který se dětem velmi věnoval. V roce 1939 odmítl emigrovat, zřejmě kvůli své nemocné matce. V roce 1943 byla rodina vězněna v terezínském ghettu, odkud byl otec deportován do koncentračního tábora v Osvětimi, kde byl zavražděn. Už jako oceněná režisérka o stesku po otci napsala hru Waiting for Father (česky Čekání na otce), která byla uvedená v Českém centru v New Yorku v knihovně organizace BBLA. Je příběhem ženy, která nedokáže přijmout, že její otec se nevrátil z Osvětimy a sní o tom, že jí navštíví na kampusu.  Režisérkou byla Eleanor Reissa.
Zuzana, její bratr a matka Terezín přežili. Po osvobození se nejprve vrátili do Prahy, kde se bratr pokusil prosadil jako spisovatel, zatímco Zuzana a její matka emigrovaly po komunistickém puči v roce 1948 do Argentiny. V roce 1950 z Buenos Aires odcestovala do Spojených států. Zde studovala na Vassar College, Harvardu (u Romana Jakobsona) a na Kolumbijské univerzitě v New Yorku, kde v roce 1981 získala doktorát ze slovanských jazyků.
Byla vdaná za spisovatele Davida Boroffa (1917–1965), se kterým měla dvě děti. Po manželově smrti se provdala za psychiatra Daniela Justmana. Pracovala jako překladatelka. V roce 1986 začala produkovat dokumentární filmy na téma nedávné evropské historie.
V roce 1987 vedla rozhovor s autorkou terezínského deníku Helgou Pollak-Kinskou pro svůj film Terezínský deník (Terezín Diary). V roce 1993 napsala a produkovala dokument Czech Women: Now We Are Free. Ve snímku Voices of the Children (1998) vyprávěla příběh tří přeživších holocaustu z Terezína, jednou z nichž byla Pollak-Kinská. Film získal cenu Emmy v roce 1999 a ceny na Mezinárodním filmovém festivalu v Chicagu, v Chicagské mezinárodní televizní soutěži a na Filmovém festivalu New Haven.
Ve filmu A Trial in Prague (2000) Justmanová zpracovala téma procesu se Slánským v roce 1952 v komunistickém Československu, pro které se jí podařilo získat mimo jiné rozhovor s Hedou Margolius-Kovályovou, vdovou po Rudolfu Margoliovi a historikem Eduardem Goldstückerem.
Hra jejího bratra Smolař ve žluté čepici z roku 1982 byla uvedena na New York International Fringe Festival v roce 2006 pod názvem The Unlucky Man in the Yellow Cap.
V roce 2019 otiskl časopis The New Yorker osobní příběh Zuzany Justmanové s titulkem My Terezín Diary, ve kterém vypráví o svém utrpení při holocaustu a taky o tom, proč si psala v Terezíně deník jako dvanáctiletá dívka. 

## Filmografie
- Terezín Diary (1990, s Danem Weissmanem)
- Czech Women: Now We Are Free (1993)
- Voices of the Children (1998)
- A Trial in Prague (2000)